# سیارک ۲۵۵۱۲
سیارک ۲۵۵۱۲ (به انگلیسی: 25512 Anncomins، نامگذاری:1999XT97) بیست و پنج هزار و پانصد و دوازدهمین سیارک کشف شده‌است که در ۷ دسامبر ۱۹۹۹ کشف شد.
قدر مطلق سیارک برابر ۱۶.۲ است.